# Suchotki
Suchotki (Logfia Cass.) – rodzaj roślin z rodziny astrowatych. Należą do niego cztery gatunki. Zasięg rodzaju obejmuje niemal całą Europę, Bliski Wschód i północną Afrykę. Centrum zróżnicowania stanowi obszar śródziemnomorski. W Polsce rośnie jeden gatunek tu zaliczany – suchotki drobne L. minima. Są to niewielkie rośliny siedlisk suchych.

## Morfologia
PokrójDrobne, filcowato owłosione.
LiścieSkrętoległe, owłosione, wąskie.
KwiatyZebrane w koszyczki pojedyncze lub skupione po kilka w luźnych pęczkach. Koszyczki są 5-kanciaste. Listki okrywy są tępe, w czasie owocowania rozpostarte. W obrębie koszyczków kwiaty żeńskie znajdują się na zewnątrz (są nitkowato-rurkowate), a kwiaty obupłciowe wewnątrz koszyczków. Dno koszyczków jest nagie w środkowej części, na zewnątrz z plewinkami.
OwoceNiełupki nagie i brązowe. Zewnętrzne w koszyczku odmiennego kształtu od wewnętrznych, przy tym pozbawione puchu kielichowego, który na owockach wewnątrz koszyczka składa się z kilkunastu włosków.

## Systematyka
Pozycja systematyczna
Rodzaj z plemienia Gnaphalieae z podrodziny Asteroideae z rodziny astrowatych. W obrębie plemienia należy do podplemienia Filagininae Benth. & Hook. f. obejmującego poza tym łączone lub rozłączane w różnych ujęciach rodzaje: nicennica Filago, nieczaj Evax, Bombycilaena, Cymbolaena i Micropus. O ile niektóre z drobnych rodzajów w obrębie grupy Filago włączane są do rodzaju Filago, o tyle odrębność rodzaju Logfia (podobnie jak Bombycilaena) potwierdzają analizy m.in. morfologiczne, filogenetyczne bazujące na badaniach molekularnych oraz rozmiary genomu. Rodzaj wskazywany jest jako bazalny w obrębie Filagininae.
Część zaliczanych tu czasem gatunków lub wyodrębnianych jako rodzaj Oglifa (Cassini) Cassini okazała się zagnieżdżona w obrębie Filago i tam została przeniesiona jako podrodzaj Oglifa (w tym m.in. nicennica polna Filago arvensis).
W niektórych ujęciach systematycznych wciąż tradycyjnie rodzaj Filago bywa ujmowany szeroko obejmując także gatunki z rodzaju Logfia.
Wykaz gatunków
- Logfia clementei (Willk.) Holub
- Logfia gallica (L.) Coss. & Germ.
- Logfia heterantha (Raf.) Holub
- Logfia minima (Sm.) Dumort. – suchotki drobne[5], nicennica drobna[10]